# Битка код Рамле (1102)
Битка код Рамле одиграла се 17. маја 1102. године између Фатимидског калифата (Египат) и крсташа Јерусалимске краљевине. Битка је део крсташких ратова, а завршена је победом Египћана.

## Припреме за битку
Током 1102. године из Египта је поново почела да се приближава нова армија која се, попут оне из 1101. године, улогорила код Рамле, скоро на оном истом месту где је и прва разбијена. Изгледа да краљ Балдуин није био обавештен о броју непријатеља, тако да се са тек неколико витезова одлучио за борбу. Дан пред борбу одржано је саветовање крсташа, а најнестрпљивији се, што је веома чудно, показао Балдуин, желећи одмах да крене у јуриш. Стефан од Блоа је био веома опрезан тражећи да се сачека помоћ, али му је Балдуин одговорио да он једини нема, због својег познатог дезертирања, права да диже глас.

## Битка
Сутрадан, 17. маја је тек две стотине крсташких витезова и пет до шест стотина пешака стало насупрот огромне египатске војске и у сулудом јуришу готово сви су посечени. Тек пар њих се спасло бегом у Јафу. Балдуин је умакао у Рамлу, али је током ноћи побегао. Хроничари тврде да је побегао са свега три пратиоца, а од потере га је спасла само брзина његовор коња Газеле. Његови пратиоци нису били те среће, Египћани су их похватали. Следећа два дана Балдуин је непрестано измицао потери, а његова жена је са зидина Јафе посматрала Египћане како нисе на својим копљима одсечене главе изгинулих крсташа. Након три дана лутања пустињом, Балдуин се успео дочепати Јафе.